# Carassius
Carassius é um género de peixes teleósteos cipriniformes de água doce da família Cyprinidae que inclui 6 espécies, entre as quais o comum peixinho-dourado. O género tem distribuição natural por todo o Paleártico, desde o sudoeste da Europa até às regiões árticas da Sibéria e às regiões temperadas e quentes do Leste Asiático.

## Descrição
Todos os membros deste género são peixes de água doce. A maioria das espécies são conhecidas pelo nome comum de carpas crucianas, embora este termo frequentemente se refira concretamente à espécie Carassius carassius. O membro mais conhecido do género é o peixinho-dourado (Carassius auratus), distribuídos originalmente no leste da Ásia mas introduzido actualmente em grande parte da Europa.
As espécies de Carassius não são filogeneticamente muito próximas das carpas típicas do género Cyprinus, antes pertencendo a uma linhagem mais basal da subfamília Cyprininae. O género aparentemente tem origem mais a oeste do que agrupa as carpas do género Cyprinus.
O comprimento máximo descrito para este género é 65 cm, com um corpo engrossado e um pedúnculo caudal curto e espesso. Algumas espécies apresentam brilhantes pigmentações vermelhas, alaranjadas ou de coloração creme prateada, razão pela qual são conhecidas pelo nome comum genérico de «peixes dourados».
Todas as espécies são peixes bentopelágicos que habitam em lagos ricos em vegetação e rios de águas lentas, de climas entre temperados a tropicais. Tendem a ser omnívoros, alimentando-se de plantas, detritos e pequenos invertebrados. Toleram bem o frio, a poluição e os baixos níveis de oxigénio dissolvido na coluna de água, o que os torna ideais para a decoração de lagoas em parques humanizados.

## Uso em aquários
Algumas espécies são criadas em aquicultura para comercialização como peixes de aquário ou para tanques de jardim. Podem viver por muito tempo mantidos em cativeiro, sendo o 25 anos o período mais longo registado. Podem ser mantidos em grupos de quatro ou mais indivíduos com tamanho mínimo de aquário de 200 L.

## Espécies
O género Carassius inclui as seguintes espécies:
- Carassius auratus (Linnaeus, 1758) (peixinho-vermelho)
  - Carassius auratus auratus (Linnaeus, 1758)
- Carassius carassius (Linnaeus, 1758) (carpa-cruciana)
- Carassius cuvieri Temminck & Schlegel, 1846 (carpa-cruciana-japonesa)
- Carassius gibelio (Bloch, 1782) (carpa-prussiana)
- Carassius langsdorfii Temminck & Schlegel, 1846 (ginbuna)
- Carassius praecipuus Kottelat, 2017[2]

## Galeria

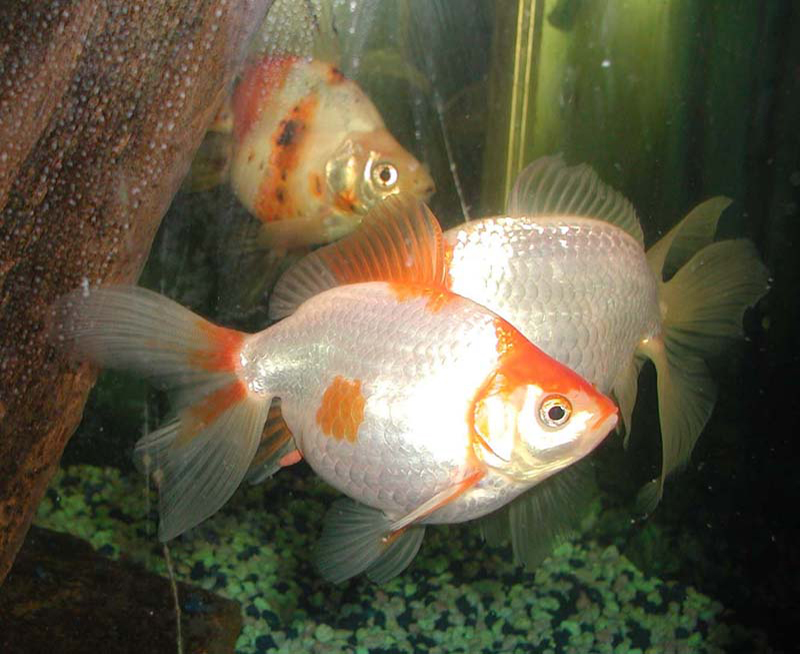
Carassius auratus
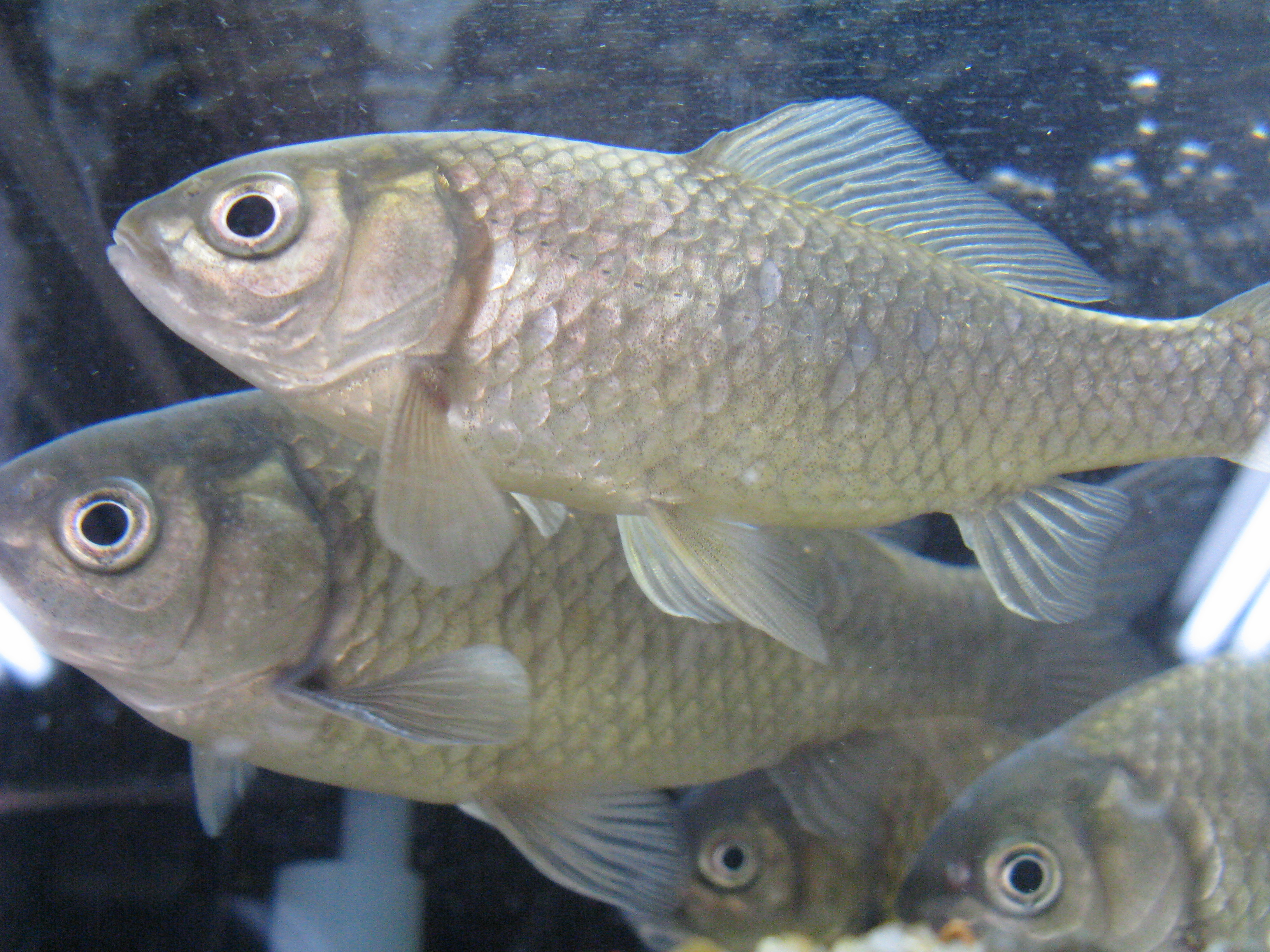
Carassius auratus grandoculis
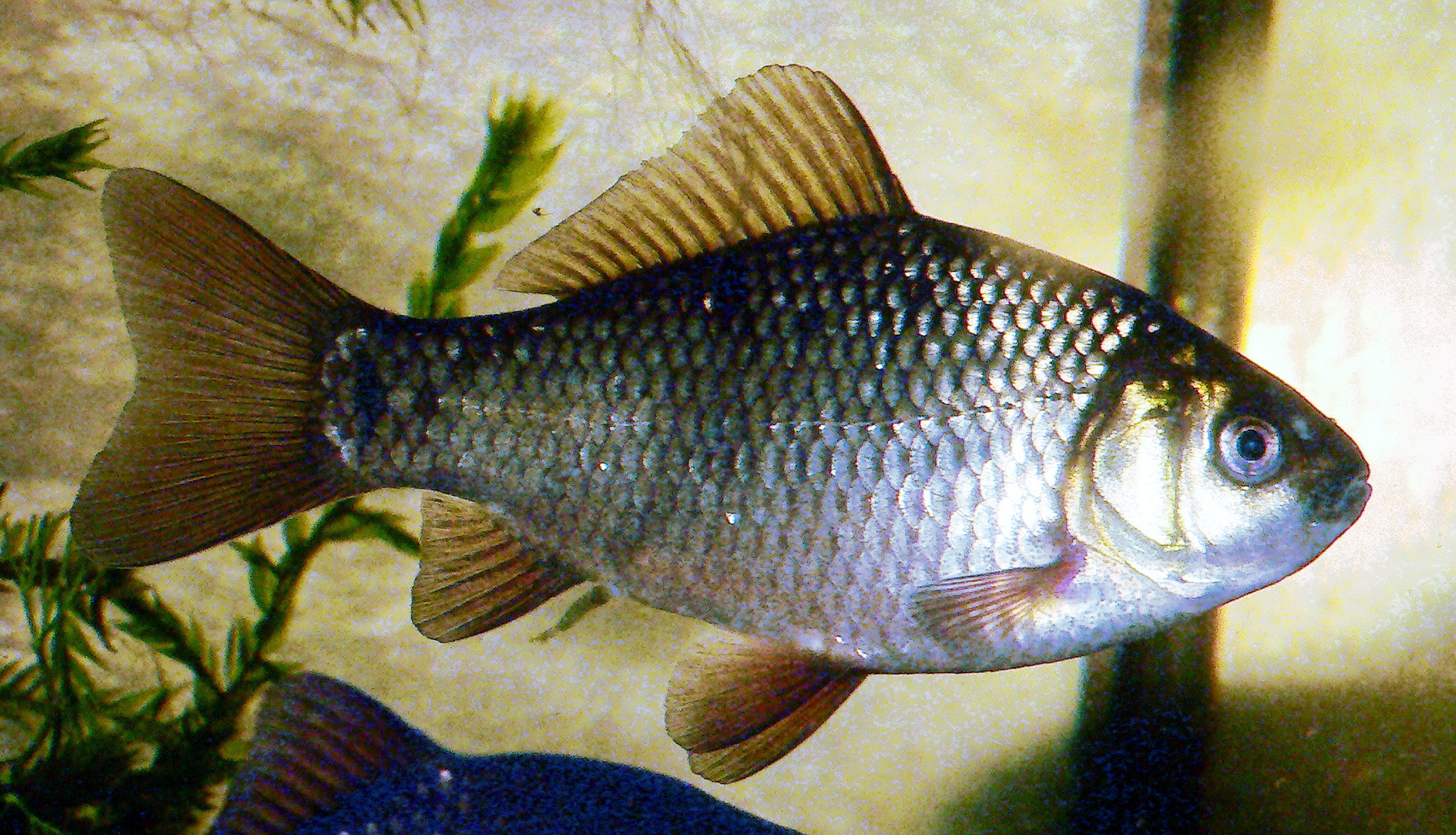
Carassius carassius
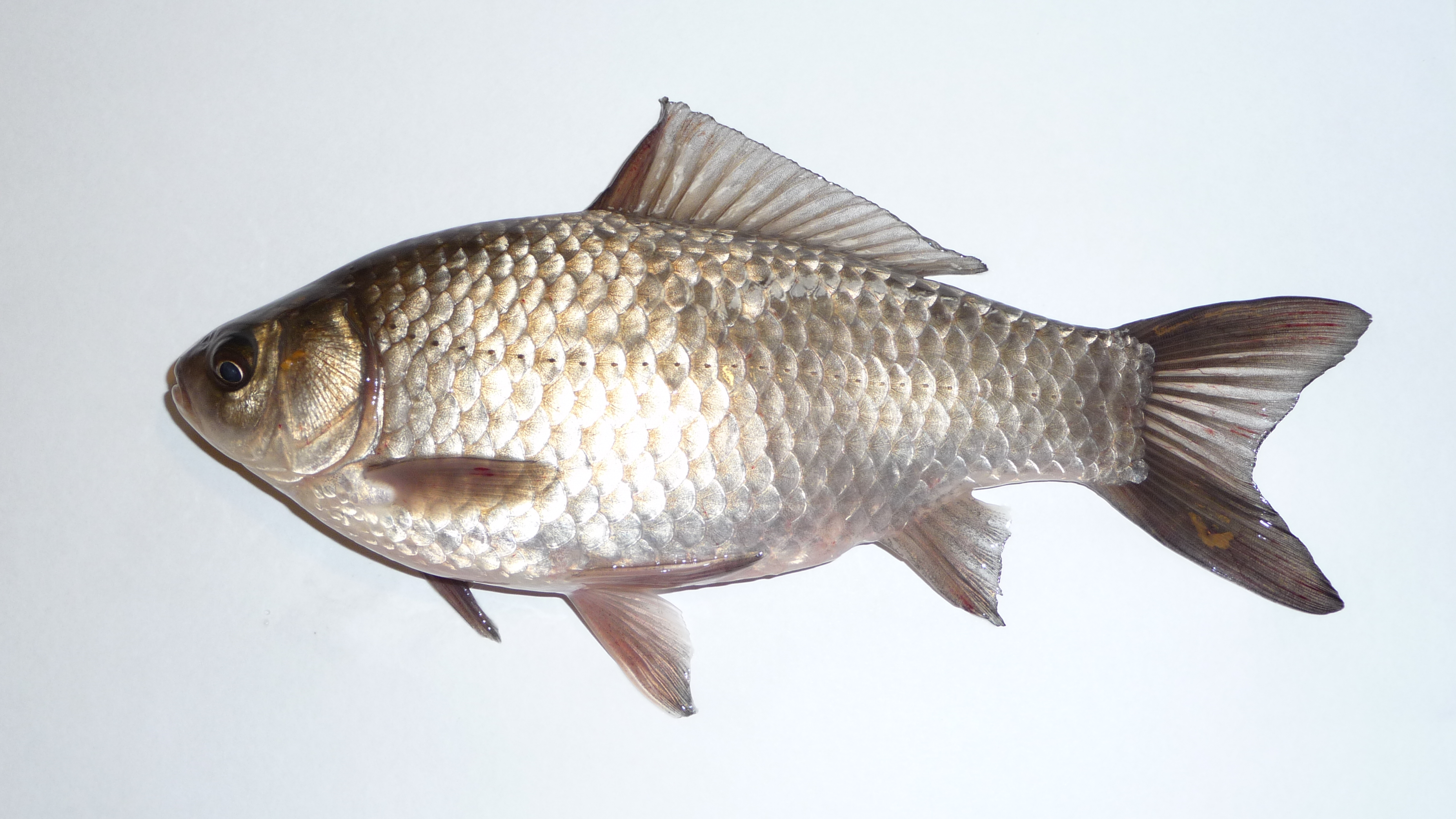
Carassius gibelio